# Наблюдатели Генеральной Ассамблеи ООН
Статус наблюда́теля Генера́льной Ассамбле́и ОО́Н присваивается резолюцией Генеральной Ассамблеи. В настоящее время два государства являются наблюдателями в ООН: Святой Престол (Ватикан) и Государство Палестина. Наблюдателем является и Мальтийский орден, однако ему присвоен статус «государства-наблюдателя» со стороны Генеральной Ассамблеи ООН.
До присоединения к ООН в 2002 году статус государства-наблюдателя имела Швейцария. Этот статус также имеют такие организации, как СНГ, ОБСЕ, ЛАГ, ЕС и другие. Власти Тайваня подавали прошения о вступлении в ООН как в качестве полноправного члена, так и в качестве наблюдателя, но каждый раз безуспешно.
Наблюдатели имеют право участия в дискуссиях Генассамблеи, но не имеют права голоса.